# Yoshikazu Uchida
Yoshikazu Uchida (内田 祥三, Uchida Yoshikazu), 23 février 1885 - 14 décembre 1972, est un architecte et ingénieur japonais. Il conçoit de nombreux bâtiments sur le campus de l'université de Tokyo dont il est par ailleurs le 14e président.

## Carrière
Uchida est l'un des cinq diplômés du département d'architecture de l'université impériale de Tokyo en 1907. Pendant les quatre années qui suivent, il travaille comme architecte dans la division immobilière du groupe Mitsubishi. En 1910, il retourne à l'université impériale de Tokyo afin de poursuivre des études supérieures auprès de Toshikata Sano, premier ingénieur structurel du pays et pionnier dans l'étude de l'architecture antisismique.
À partir de 1911, Uchida enseigne l'ingénierie structurelle à l'université. En tant que successeur de Sano, il fait œuvre de pionnier dans l'étude des châssis en acier renforcé et des constructions en béton. Il fait également d'importantes contributions dans les domaines de la prévention des incendies, de l'urbanisme et de la restauration des monuments culturels. Ses intérêts sont très divers et son influence se remarque dans presque tous les aspects de l'ingénierie architecturale au Japon
Uchida exerce également une action durable sur l'université de Tokyo. En 1923, après qu'une grande partie du campus a été détruite lors du séisme de 1923 de Kantō, Uchida supervise les efforts de reconstruction et conçoit le plan directeur qui façonne le campus tel qu'il existe aujourd'hui. En 1943, il est nommé président de l'université. En tant que président, il résiste avec succès aux exigences à la fois de l'armée japonaise et des forces d'occupation américaines qui lui demandent de permettre à l'université de servir comme quartier général militaire.

## Architecture
Uchida est surtout connu pour les bâtiments qu'il a conçus sur le campus de l'université de Tokyo.
Avec l'aide de collègues plus jeunes et d'étudiants du département d'architecture, il dessine quelque 30 bâtiments dans un style distinctif appelé le « gothique Uchida ». Les tours massives et les arcs brisés de ce style rappellent l'architecture de style néogothique des universités aux États-Unis et en Europe. Mais sa qualité abstraite globale suggère également une influence expressionniste, en particulier dans les travaux où Uchida collabore avec son collègue Hideto Kishida.
Un exemple bien connu en est l'auditorium Yasuda. Achevé en 1925, il est un symbole de l'enseignement supérieur et l'un des bâtiments les plus célèbres au Japon.

## Chronologie

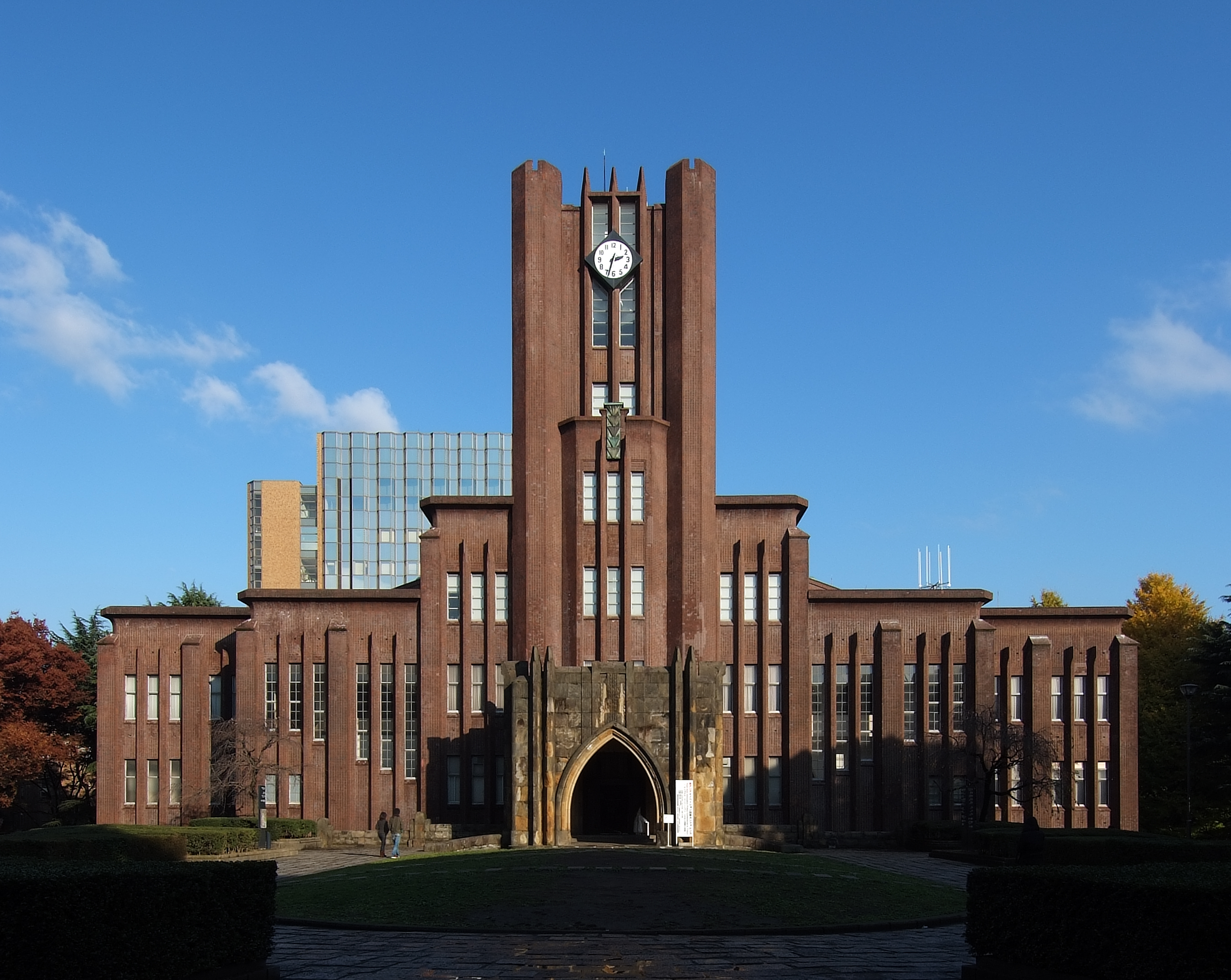
Auditorium Yasuda avec le bâtiment no 1 de la faculté des sciences visible à l'arrière-plan.

- 1885 : Naissance à Fukagawa (de nos jours arrondissement de Kōtō à Tokyo). Son père meurt 4 ans plus tard.
- 1901 : Entre à la première école supérieure, une école préparatoire.
- 1904 : Entre au département d'architecture, école d'ingénierie, université impériale de Tokyo.
- 1907 : Diplômé du département d'architecture et intègre la division immobilière du groupe Mitsubishi, (actuellement Mitsubishi Estate Co.) où il travaille à la conception d'immeubles de bureaux.
- 1910 : Commence des études supérieures à l'université impériale de Tokyo où il étudie l'ingénierie structurelle auprès de Toshikata Sano.
- 1911 : Maître de conférences à l'université impériale de Tokyo et à l'école de l'armée japonaise de comptabilité.
- 1916 : Professeur adjoint à l'université impériale de Tokyo.
- 1918 : Obtient son doctorat en génie avec une thèse sur l'ingénierie structurale en architecture.
- 1921 : Professeur à l'université impériale de Tokyo.
- 1923 : Directeur du département des bâtiments de l'université impériale de Tokyo.
- 1924 : Directeur de la fondation Dōjunkai (il dessine les appartements Nakanogō, premiers immeubles d'habitation modernes au Japon).
- 1935 : Président de l'Institut d'architecture du Japon.
- 1943 : Nommé 14e président de l'université impériale de Tokyo (jusqu'en décembre 1945).
- 1972 : Ordre de la Culture.

## Réalisations

### Université de Tokyo
- Campus Hongō :
  - Auditorium Yasuda
  - Bibliothèque principale

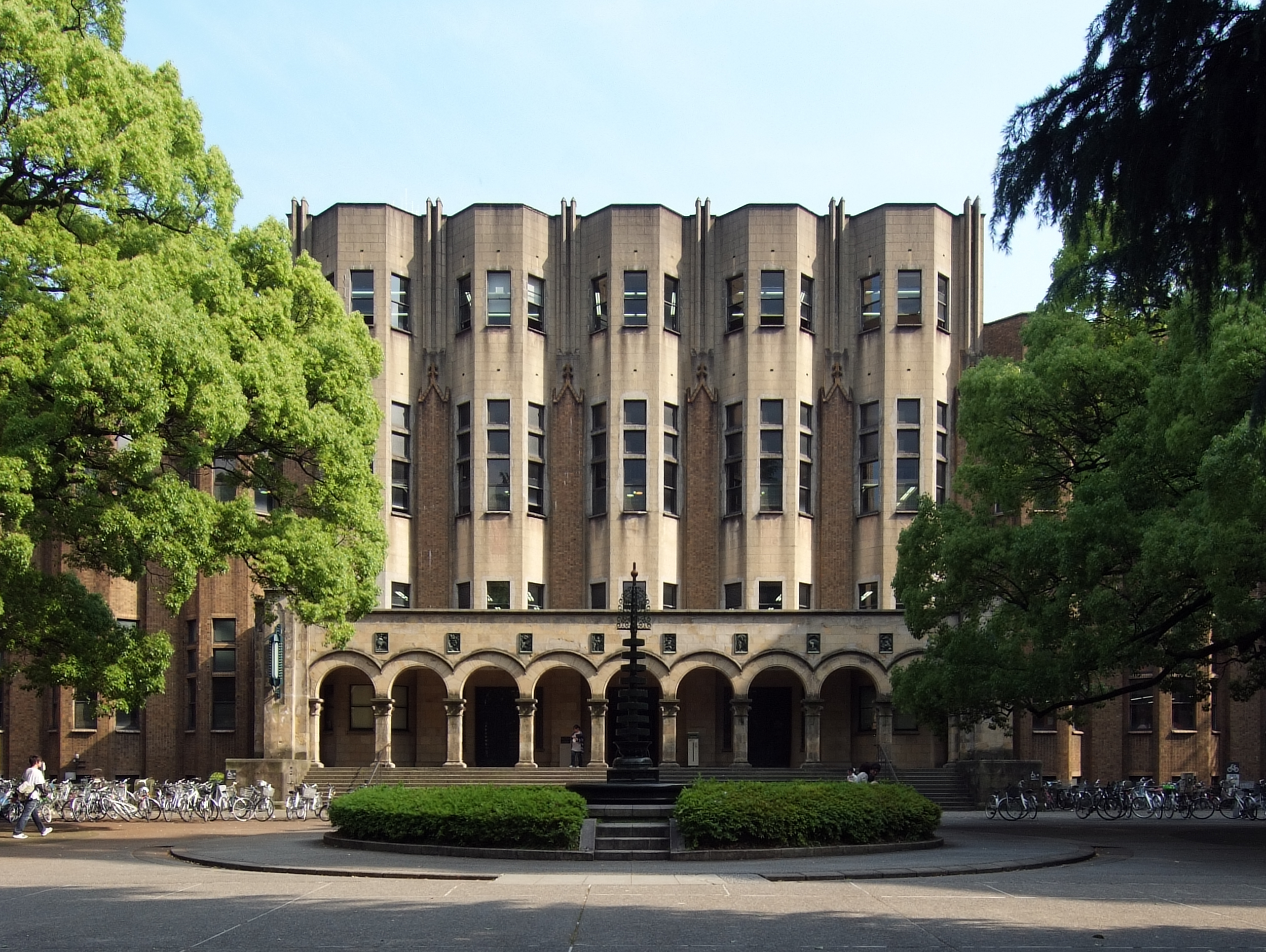
Bibliothèque principale

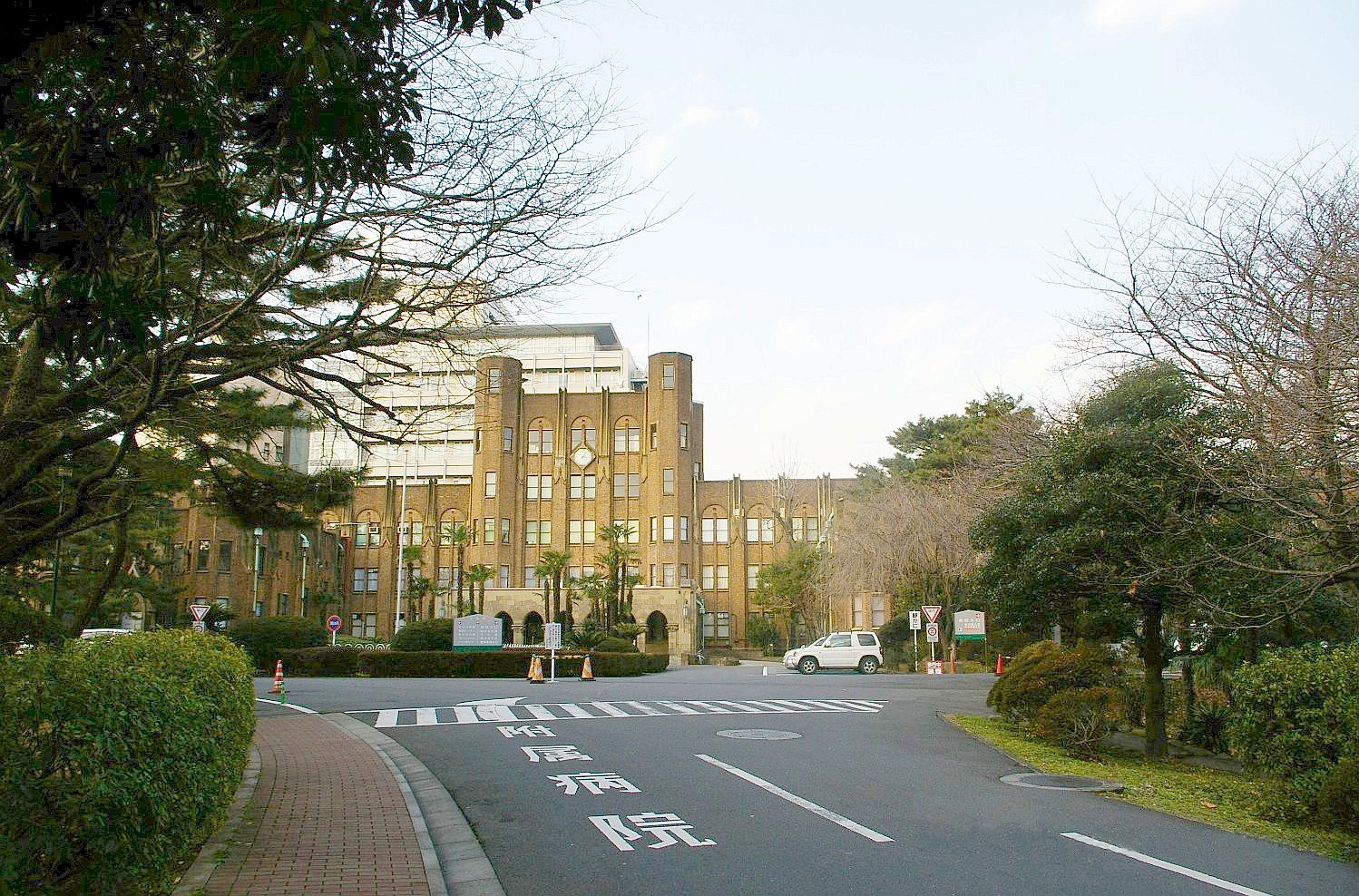
Premier bâtiment de l'Institut de médecine

  - Hôpital de l'université : bâtiment de recherche de la clinique de l'Est, premier bâtiment de la recherche, bâtiment de la médecine interne et bâtiment de l'administration et de la recherche
  - Bâtiments no 1, no 2 de la faculté des arts et lettres
  - Bâtiment no 3 de la faculté de droit
  - Bâtiments no 1 et no 2 de la faculté de médecine
  - Bâtiments no 1, no 2, no 3, no 4 et no 6 de la faculté d'ingénierie
  - Bâtiment no 2 de la faculté des sciences
  - Bâtiments no 1, no 2 et no 3 de la faculté d'agriculture[2]
  - Porte Tatsuoka[2]
  - Shichitoku Hall (arts martiaux, désigné bâtiment historique)[2]
  - Other
- Campus Komaba I : bâtiment no 1 du collège des arts et des sciences, musée Komaba, autre
- Campus Komaba II : bâtiments no 1, no 13 et no 22 de l'institut des sciences industrielles, autre
- Campus Shirokanedai : premier bâtiment de l'Institut de médecine du Japon
- Jardins botaniques, École supérieure de science

### Autres
- Faculté d'agriculture de l'université d'agriculture et de technologie de Tokyo
- Université de Takushoku International Education Hall, situé dans l'arrondissement de Bunkyō à Tokyo
- Université Tenri (située à Tenri dans la préfecture de Nara)
- Principal bâtiment Yokufūkai (situé dans l'arrondissement de Suginami à Tokyo, désigné bâtiment historique)
- Résidence personnelle (situé dans l'arrondissement de Minato à Tokyo, démolie depuis)
- Institut national de la santé publique du Japon (en)
- Institut des sciences de Shanghaï (actuellement Institut des sciences biologiques de Shanghai, bâtiment principal)
- Shinjuku Sompo Japan Building
- Siège social de la Norinchukin Bank (à présent DN Tower 21)

## Source de la traduction
- (en) Cet article est partiellement ou en totalité issu de l’article de Wikipédia en anglais intitulé « Yoshikazu Uchida » (voir la liste des auteurs).
- Notices d'autorité :   - VIAF
  - ISNI
  - LCCN
  - Japon
  - CiNii